# Сигурд I Крестоносец
Си́гурд I Крестоно́сец (др.-сканд. Sigurðr Jórsalafari; ок. 1090 — 26 марта 1130) — король Норвегии (1103—1130), сын Магнуса III Босоногого. C 1103 года правил совместно с братьями Олавом Магнуссоном (1103—1115) и Эйстейном I Магнуссоном (1103—1123), а с 1123 года единолично. Возглавлял Норвежский крестовый поход (1107—1110 гг.). Стал одним из главных героев «Саги о сыновьях Магнуса Голоногого» в составе «Круга Земного».

## Биография
В 1098 году сопровождал отца Магнуса III Босоногого в походах к Оркнейским островам, Гебридам и Ирландскому морю. В том же году он был провозглашён ярлом Оркнейским и королём Мэна и островов.
Когда Магнус III Босоногий в 1103 году был убит, Сигурд I возвратился в Норвегию и вместе с братьями стал королём Норвегии.
В 1107 году Сигурд I отправился в крестовый поход, поддержав войсками Иерусалимское королевство крестоносцев. Он сражался в Лиссабоне, многочисленных островах Средиземноморья, в Палестине, посещал Палермо, Иерусалим, Константинополь.
В 1110 году Сигурд I вместе с Балдуином I Иерусалимским захватили прибрежный город Сидон.
В 1111 году Сигурд I вернулся в Норвегию и перенёс столицу в город Конгхелле (ныне шведский Кунгэльв), построил там крепость, в которой стала храниться частица Животворящего Креста, полученного от Балдуина I Иерусалимского.
В 1123 году Сигурд I направил крестоносцев в Смоланд против язычников.
Во время правления Сигурда I в Норвегии была введена церковная десятина, основана епархия Ставангера.
В 1130 году Сигурд I умер, его похоронили в церкви Халлвардскирхен в Осло.
Сигурд I был женат на дочери великого князя киевского Мстислава Владимировича Великого Мальмфриде Мстиславне. От этого брака не было сыновей, но была дочь Кристина Сигурдсдаттер. Это привело к борьбе за власть после смерти Сигурда I и гражданской войне, продолжавшейся 90 лет. Боролись 2 основные партии: Баглеры, или «посошники», и Биркебейнеры, или «берестеники».

## Образ в культуре
В 1225 году Снорри Стурлусон написал сагу о Сигурде и его братьях в своде королевских саг «Круг Земной».
В XIX веке Бьёрнстьерне Мартинус Бьёрнсон написал историческую сагу-драму, основанную на жизни короля Сигурда I — «Сигурд Крестоносец» (норв. Sigurd Jorsalafar). Она была поставлена в 1899 году на открытии Национального театра в Осло.
«Сигурд Крестоносец» — оркестровая сюита Эдварда Грига, написанная в 1872 году (вторая редакция — в 1892 году) как музыкальное сопровождение к одноимённой драме Бьёрнсона, с которым Григ был дружен. Произведение впервые было исполнено в Христиании 10 апреля 1872 года, премьера второй редакции состоялась 5 ноября 1892 года.
Упоминается как «Сигурд, Король Норвегии» в произведении «Ветер в ивах» Кеннета Грэма.